# 第49回全国高等学校ラグビーフットボール大会
第49回全国高等学校ラグビーフットボール大会（だい49かいぜんこくこうとうがっこうラグビーフットボールたいかい）は、1970年（昭和45年）1月1日から9日までに近鉄花園ラグビー場で行われた全国高等学校ラグビーフットボール大会である。優勝校は、東京都の目黒高校（初優勝)。

## 日程
- 1月1日 1回戦
- 1月3日 2回戦
- 1月5日 準々決勝
- 1月7日 準決勝
- 1月9日 決勝

## 出場校
- 北北海道 遠軽 （2年連続3回目）
- 南北海道 函館西 （4年ぶり2回目）
- 東奥羽 黒沢尻工（岩手県） （4年連続5回目）
- 西奥羽 金足農（秋田県） （12年ぶり5回目）
- 南東北 加美農（宮城県） （初出場）
- 東関東 磯原（茨城県） （2年ぶり2回目）
- 北関東 熊谷工（埼玉県） （4年ぶり6回目）
- 南関東 日川（山梨県） （2年連続3回目）
- 東京都 国学院久我山 （初出場）
- 東京都 目黒 （3年連続3回目）
- 神奈川 慶應 （2年ぶり27回目）
- 北陸 羽咋工（石川県） （2年連続4回目）
- 東中部 飯田（長野県） （9年ぶり3回目）
- 東中部 新潟工（新潟県）  （4年連続4回目）
- 愛知 西陵商 （2年ぶり11回目）
- 三岐 関商工（岐阜県） （初出場）

- 京滋 花園（京都府） （2年連続5回目）
- 大阪府 近大附 （2年連続2回目）
- 大阪府 浪商 （初出場）
- 兵庫 報徳学園 （2年連続5回目）
- 奈良 天理 （15年連続27回目）
- 東中国 広島工（広島県） （2年連続3回目）
- 西中国 山口農（山口県） （9年連続9回目）
- 北四国 松山東（愛媛県） （23年ぶり4回目）
- 南四国 徳島工（徳島県） （初出場）
- 福岡県 福岡 （5年連続29回目）
- 福岡県 福岡工 （2年連続11回目）
- 大分 大分舞鶴 （2年ぶり11回目）
- 熊本 熊本工 （2年ぶり17回目）
- 南九州 諫早農（長崎県） （4年連続4回目）
- 南九州 大口（鹿児島県） （2年ぶり4回目）
- 前年度優勝校:秋田工（秋田県） （2年連続33回目）

## 試合時間
全試合25分ハーフ。同点の場合は抽選にて次回進出校を決める。

## 試合

### 1回戦
- 新潟工 35 - 3 大口
- 金足農 11 - 3 近大附
- 天理 24 - 8 関商工
- 花園 19 - 8 国学院久我山
- 広島工 12 - 3 函館西
- 福岡工 9 - 8 日川
- 目黒 14 - 3 報徳学園
- 西陵商 10 - 6 松山東

- 福岡 27 - 11 遠軽
- 山口農 8 - 6 秋田工
- 諫早農 5 - 3 黒沢尻工
- 熊谷工 34 - 8 徳島工
- 大分舞鶴 24 - 0 加美農
- 慶應 15 - 14 浪商
- 磯原 24 - 6 熊本工
- 羽咋工 6 - 5 飯田

### 2回戦
- 新潟工 9 - 0 金足農
- 天理 13 - 11 花園
- 福岡工 8 - 6 広島工
- 目黒 25 - 3 西陵商

- 福岡 13 - 11 山口農
- 諫早農 29 - 6 熊谷工
- 慶應 15 - 3 大分舞鶴
- 磯原 11 - 9 羽咋工

### 準々決勝
- 天理 8 - 8 新潟工（抽選で天理が勝ち抜け）
- 目黒 17 - 0 福岡工

- 諫早農 20 - 3 福岡
- 慶應 14 - 5 磯原

### 準決勝
- 目黒 23 - 0 天理
- 諫早農 9 - 6 慶應

### 決勝
目黒が初優勝を果たした。
- 目黒 20 - 16 諫早農